# Bahnhof Heide (Holst)
Der Bahnhof Heide (Holst) ist der einzige Kreuzungsbahnhof im Kreis Dithmarschen in Schleswig-Holstein. Hier kreuzen die Bahnstrecke Hamburg–Elmshorn–Heide–Westerland (Sylt) sowie die Bahnstrecken Neumünster–Heide und Heide–Büsum.

## Geschichte
Der Bahnhof entstand 1877 durch die Westholsteinische Eisenbahn-Gesellschaft mit ihrer Stammstrecke von Neumünster nach Karolinenkoog mit Fähre nach Tönning, die kurze Zeit später durch die Einbindung der Marschbahn um direkte Verbindungen nach Hamburg über Itzehoe und Elmshorn sowie nachfolgend nach Husum und weiter nordwärts erweitert wurden. 1883 erreichte die Westholsteinische Eisenbahn-Gesellschaft auch von der Karolinenkooger Strecke abzweigend Büsum. Nördlich des Bahnhofs unterquert die Verbindung nach Büsum die Strecke nach Husum.
Von 1905 bis 1938 befand sich nördlich des Bahnhofsvorplatzes das Betriebsgelände der Kreisbahn Norderdithmarschen, die als meterspurige Schmalspurbahn die Geestorte Norderdithmarschens mit Heide verband. Ihr Endbahnhof lag nordöstlich des Staatsbahnhofes, es gab dort auch Überladegleise. Von dieser Bahn ist heute noch das verhältnismäßig große Empfangs- und Verwaltungsgebäude erhalten, das unter anderem als Jugendzentrum und durch eine Musikschule genutzt wird.
Von 1878 bis 1978 war im südlichen Bahnhofskopf das Bahnbetriebswerk Heide zur Bespannung und Wagengestellung der ab hier eingesetzten Züge vorhanden.

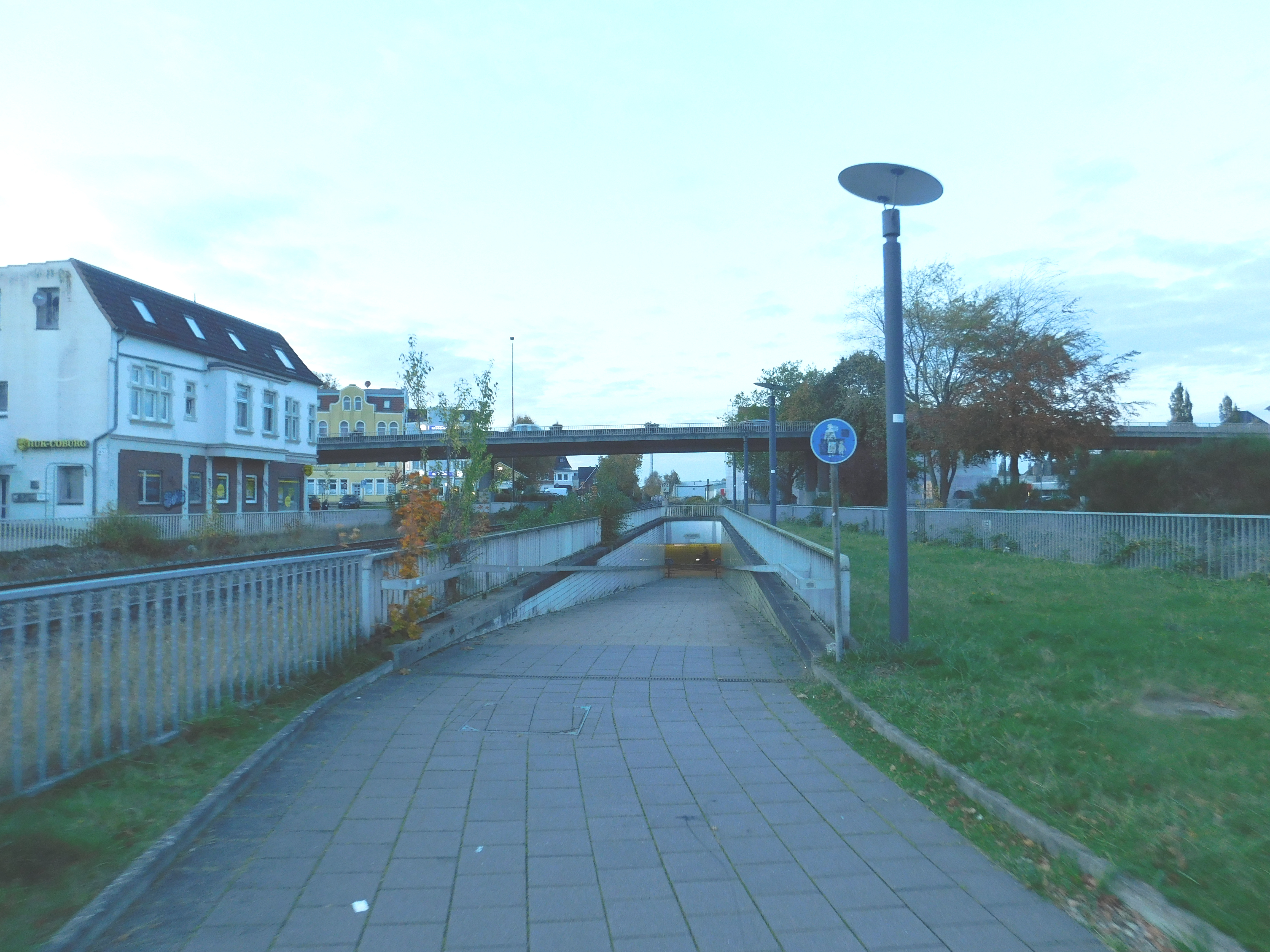
Stadtbrücke Heide

Unmittelbar am Bahnhof überspannt seit Juni 1974 die Stadtbrücke die Gleise.
Die Bahnstrecken, die Heide berühren, sind nicht elektrifiziert. Für den Einsatz von Akkumulatortriebwagen auf den Nebenbahnen nach Neumünster und Büsum, wurden bis zum 10. Juni 2023 die Gleise 4 und 5 auf einer Länge von jeweils 320 Metern mit einer Oberleitung (15 kV, 16,7 Hz, 5 MVA) ausgestattet.
Im Februar 2024 nahm die Inselanlage den Testbetrieb auf.

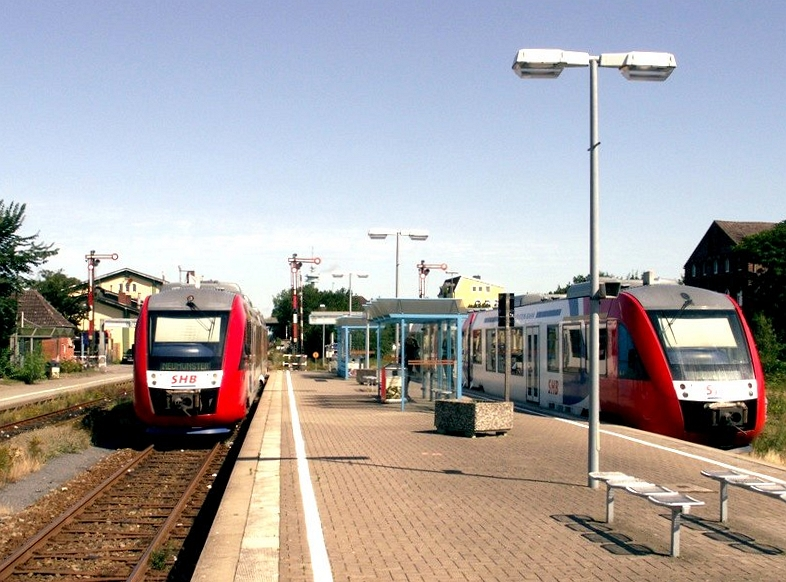
Bahnhof Heide im Jahr 2007 (ehemalige Gleise 102 und 103), das alte Empfangsgebäude links im Hintergrund
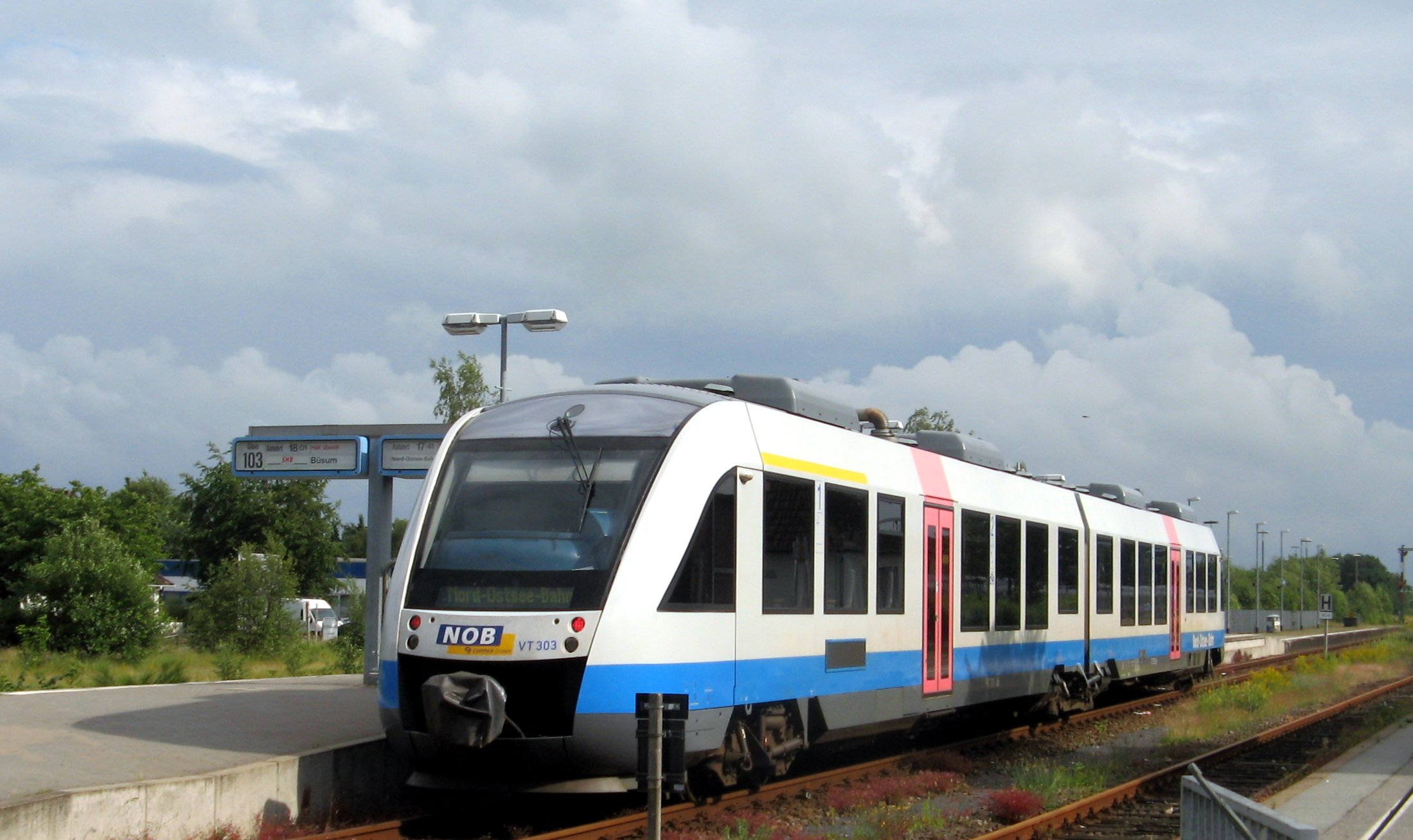
NOB-Triebwagen Heide–Itzehoe auf Gleis 102 (2007)
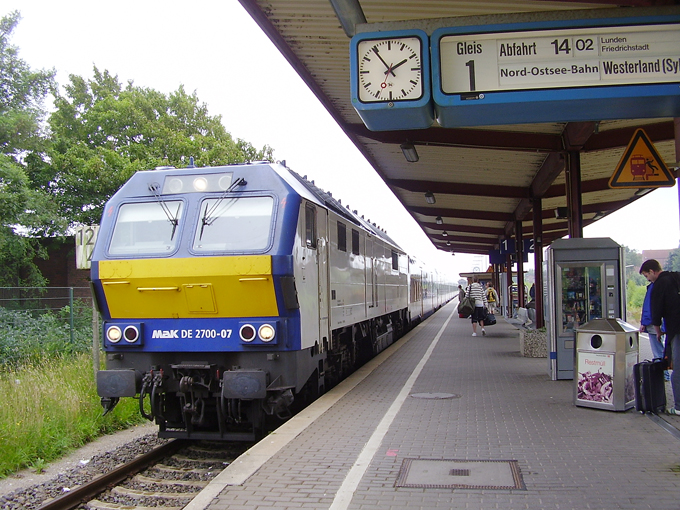
Zug der Nord-Ostsee-Bahn (NOB) auf Gleis 1 (alt), Blick nach Süden (2007)

## Betrieb

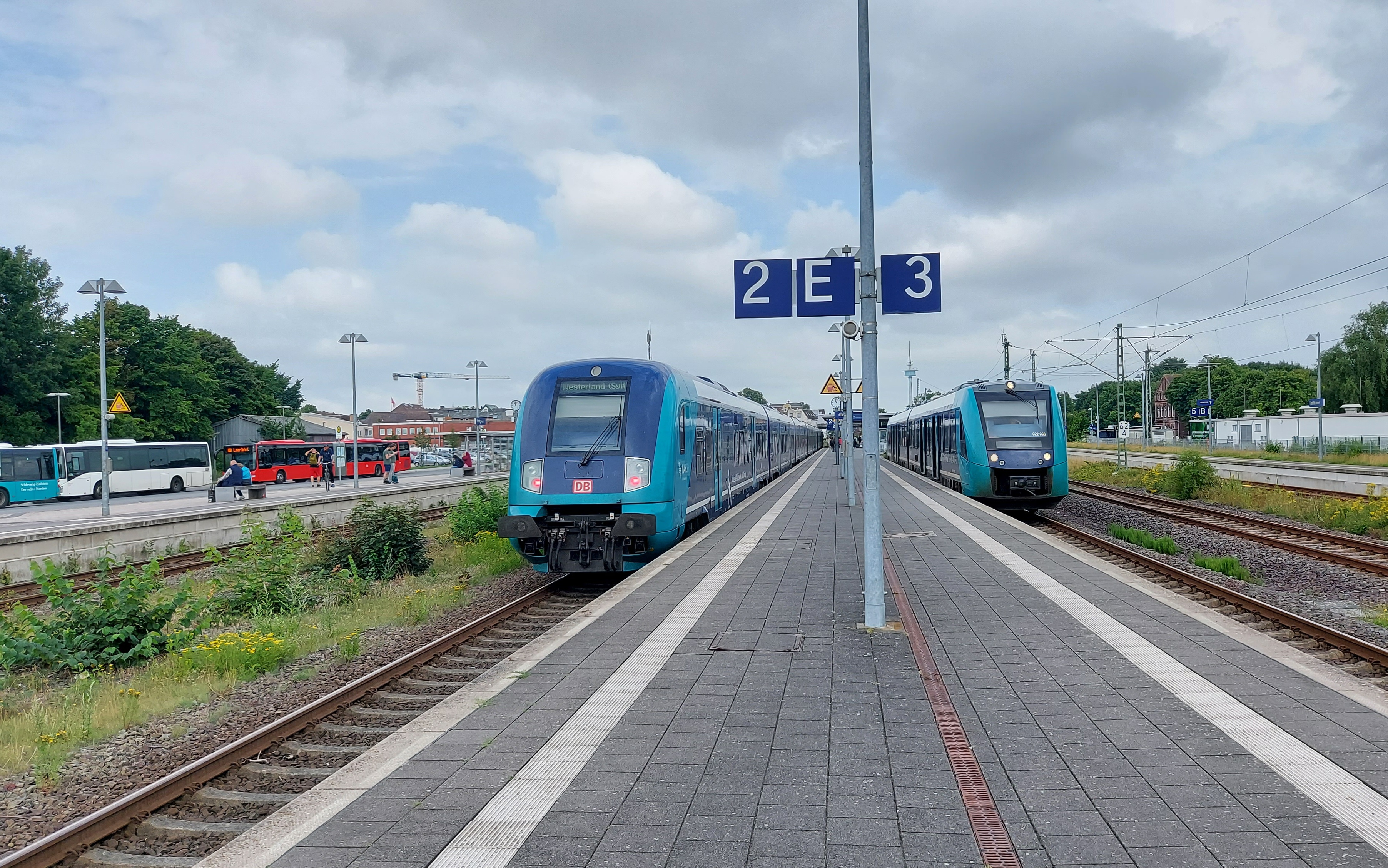
RE 6 von Hamburg-Altona nach Westerland (Sylt) an Gleis 2 sowie RB 62 von Heide (Holst) nach Itzehoe an Gleis 3 (2025)

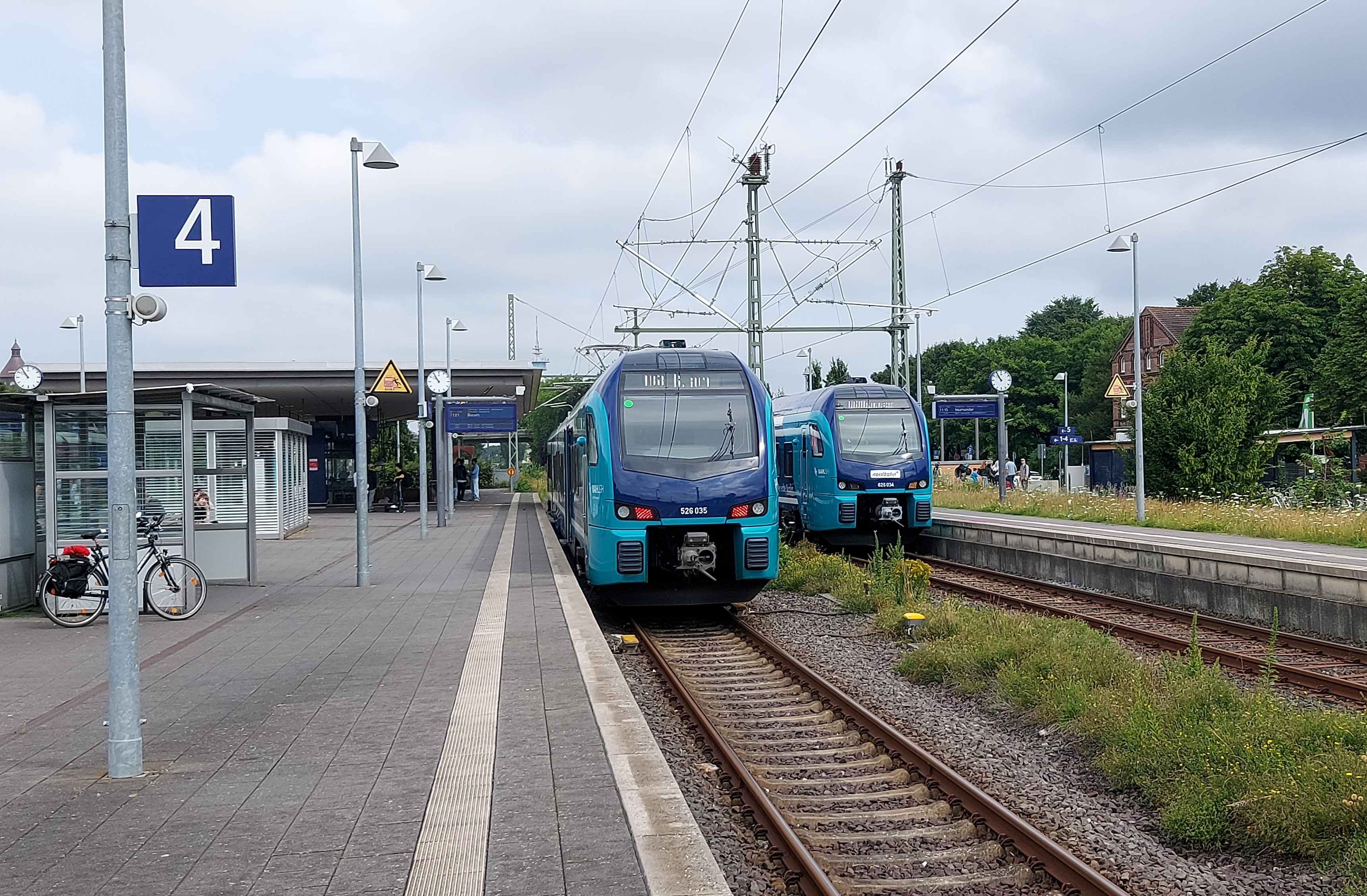
Batterie-elektrische Triebzüge des Typs FLIRT Akku auf der Linie RB 63 nach Büsum (Gleis 4) sowie nach Neumünster (Gleis 5)

Auf der Marschbahnstrecke Hamburg–Westerland (Sylt) verkehren seit Dezember 2016 im Regionalverkehr wieder Regional-Express-Züge der DB Regio in beiden Richtungen im Stundentakt. Dazu kommen einige Intercity-Züge der DB Fernverkehr. Versetzt zu den durchgehenden Zügen verkehren Regionalbahnen zwischen Heide und Itzehoe, um die Stationen in diesem Abschnitt im Stundentakt zu bedienen, die von den Zügen Westerland–Hamburg in der Regel durchfahren werden.
Die Strecke Heide–Büsum wird ebenfalls im Stundentakt durch die nordbahn Eisenbahngesellschaft bedient, die Strecke Neumünster–Heide im Zweistundentakt. Jeweils zur vollen Stunde treffen die Züge aller Linien in Heide ein und bilden so einen Taktknoten des Integralen Taktfahrplanes in Schleswig-Holstein.

### Verbindungen
| Linie                    | Linienverlauf                                                                                         | Taktfrequenz                                         | EVU               |
| ------------------------ | --- | ---------------------------------------------------- | ----------------- |
| IC 26                    | Westerland (Sylt) – Heide (Holst) – Hamburg – Hannover – Gießen – Frankfurt – Stuttgart               | ein Zugpaar                                          | DB Fernverkehr AG |
| IC 27                    | Westerland (Sylt) – Heide (Holst) – Hamburg – Berlin – Berlin Südkreuz                                | ein Zugpaar                                          | DB Fernverkehr AG |
| IC 39                    | Westerland (Sylt) – Heide (Holst) – Hamburg – Bremen – Münster (Westf) – Dortmund – Düsseldorf – Köln | zwei Zugpaare                                        | DB Fernverkehr AG |
| RE 6                     | Westerland (Sylt) – Niebüll – Husum – Heide (Holst) – Itzehoe – Elmshorn – Hamburg-Altona             | Stundentakt                                          | DB Regio AG SH    |
| RB 62                    | (Husum –) Heide (Holst) – Wilster – Itzehoe                                                           | Stundentakt (mit Abweichungen)                       | DB Regio AG SH    |
| RB 63                    | Büsum – Heide (Holst) – Hohenwestedt – Neumünster                                                     | 2-Stunden-Takt, zwischen Büsum und Heide Stundentakt | nordbahn          |
| Stand: 10. Dezember 2023 | |                                                      |                   |

## Bahnanlagen und Einrichtungen

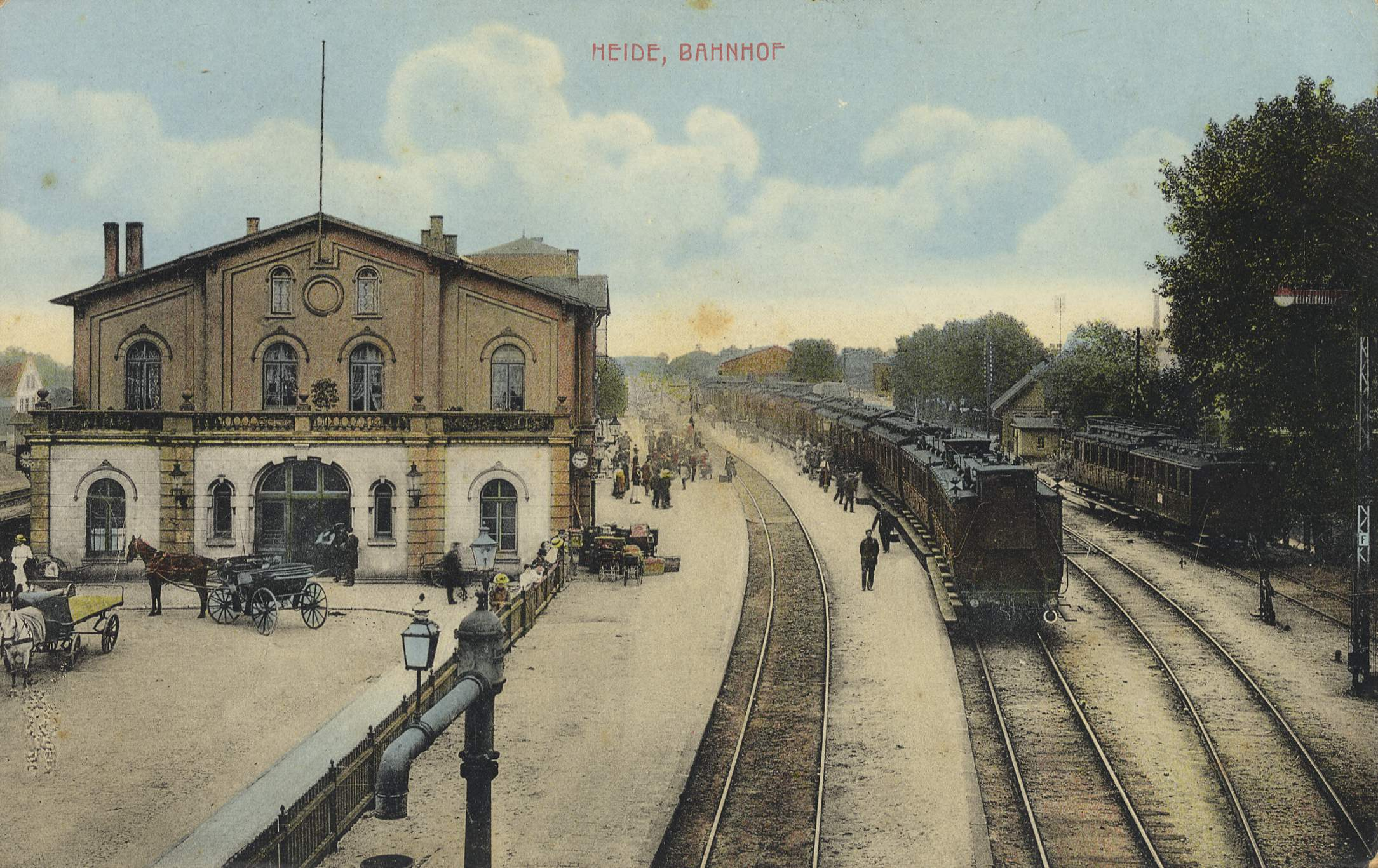
Der Bahnhof von Norden auf einer Postkarte um 1900

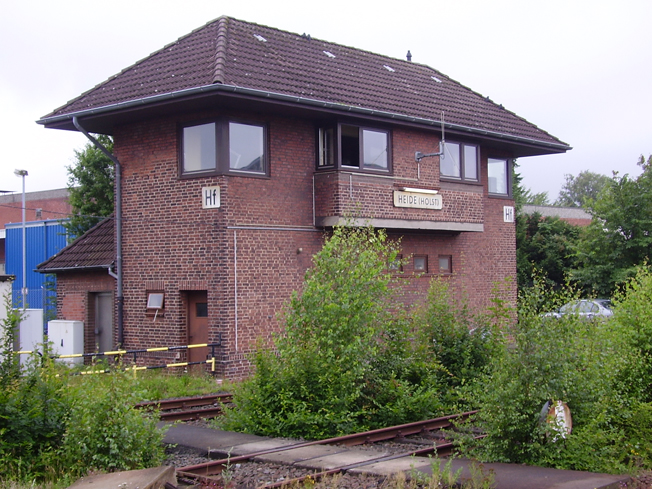
Altes Stellwerk in Heide

Am 26. September 2014 wurde der Bahnhof nach einem grundlegenden Umbau wieder neu eröffnet. Westlich der Bahn wurde bis 2013 ein neues eingeschossiges Empfangsgebäude mit Reisezentrum (Fahrkartenverkauf) und weiteren Serviceeinrichtungen wie Backshop und Kiosk errichtet. Neben dem neuen Hausbahnsteig gibt es einen Mittelbahnsteig mit den Gleisen 2 bis 4 (davon endet Gleis 3 stumpf am Bahnsteig) und einen weiteren Seitenbahnsteig mit Gleis 5. Unter den gesamten Gleisanlagen gibt es eine Unterführung, die die beiden Seiten der Stadt verbindet und den Zugang zu den Bahnsteigen herstellt; sie ist barrierefrei mit Aufzügen ausgestattet.
Das alte Empfangsgebäude befand sich in Insellage zwischen den heutigen Gleisen 1 und 2 (bis 2011 Gleis 2 und 1) an der Marschbahn sowie 4 und 5 (bis 2011 Gleise 101–103) an der Strecke nach Büsum und Neumünster. Der Zugang zu den Bahnsteigen erfolgte ebenerdig, bei Zugverkehr wurden die Überwege durch Schranken gesperrt. Das alte Empfangsgebäude wurde Anfang Mai 2011 abgerissen. Bereits während der Umbauphase wurden die Gleise von Westen ausgehend neu durchnummeriert, während sie bis 2011 jeweils vom mittigen Empfangsgebäude aus nummeriert waren.
Bis Ende 2012 verfügten die Gleise 1 und 2 noch über einen gemeinsamen Mittelbahnsteig, dieser war jedoch nach Inbetriebnahme des neuen Außenbahnsteiges an Gleis 1 stillgelegt worden, seit Anfang 2013 war der alte Mittelbahnsteig komplett entfernt und zurückgebaut worden.
Aufgrund des Abrisses des alten Bahnhofsgebäudes gab es zwischen 2011 und Anfang 2013 keinen personalbedienten Fahrkartenverkauf im Bahnhofsbereich mehr, daher wurde ein Ersatzgeschäft in der Bahnhofstraße eingerichtet, das ca. 300 Meter entfernt lag.
Es gab mehrere Verzögerungen beim Bau. Unter anderem wurden die Treppen nach Fertigstellung 2013 nach Protesten noch einmal mit einem neuen trittsichereren Belag versehen. Auch die Überdachung am Mittelbahnsteig wurde erst Mitte des Jahres 2014 fertig gestellt.
Anfang 2011 wurde das neue elektronische Stellwerk (ESTW) in Betrieb genommen. Seitdem wird der Bahnhof aus Itzehoe ferngesteuert.

### Zentraler Omnibusbahnhof

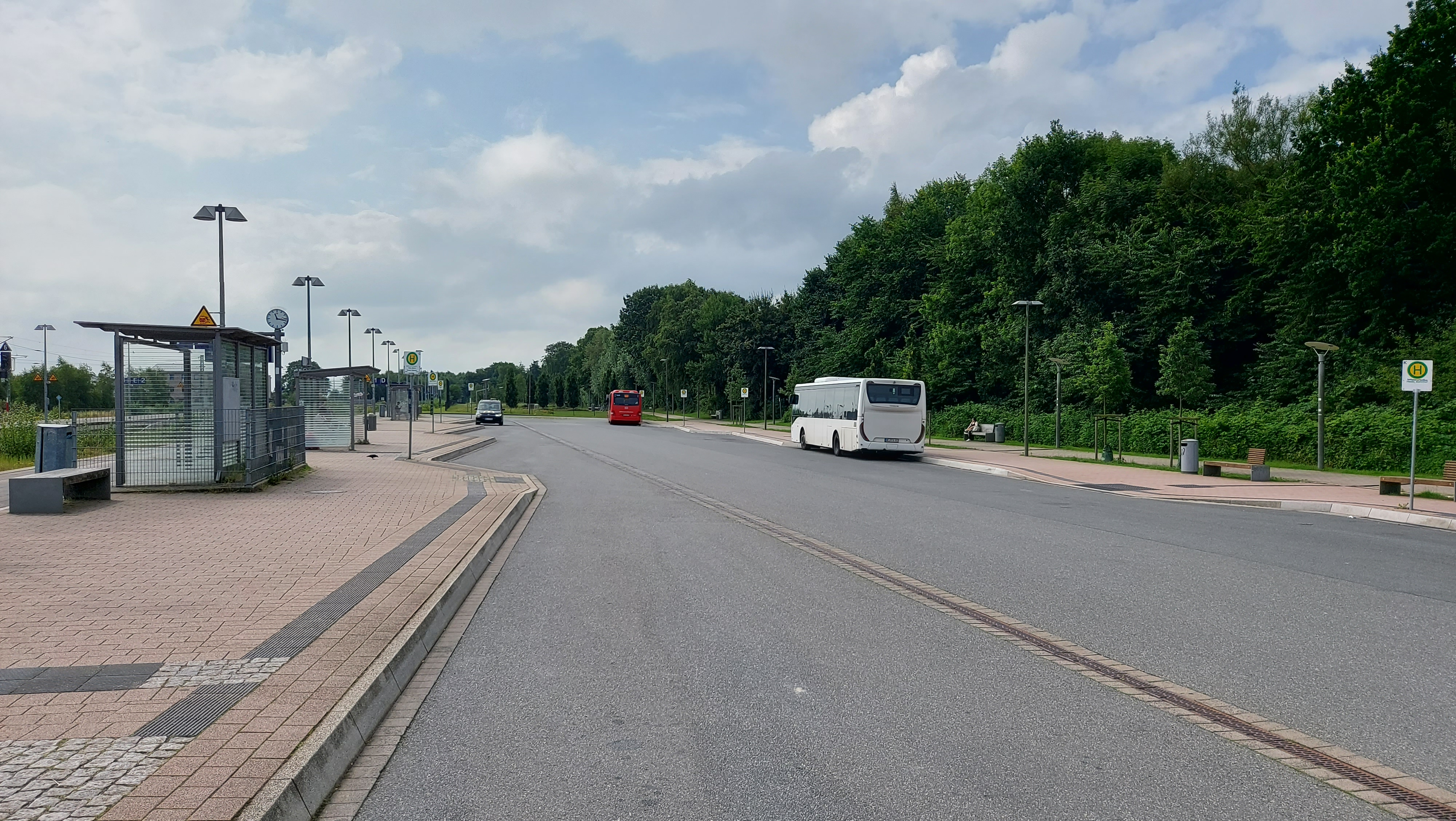
Der Heider ZOB am Kombibahnsteig mit Gleis 1 (2025)

Der Heider Zentrale Omnibusbahnhof (ZOB), der bis 2014 weit ab vom Bahnhof nur nach Querung mehrerer Straßen zu erreichen war, wurde nach Abschluss der Umbaumaßnahmen vollständig an den neuen Kombibahnsteig an Gleis 1 verlegt, um bessere Umsteigeverbindungen zwischen Bus und Bahn realisieren zu können. Die offizielle Eröffnung erfolgte im Dezember 2022.

### Gleise
Der Bahnhof verfügt seit dem Umbau über fünf Gleise. Bei planmäßiger Nutzung der Gleise fahren die Züge wie folgt:
- Gleis 1: Fern- und Regionalzüge Richtung Hamburg
- Gleis 2: Fern- und Regionalzüge nach Westerland
- Gleis 3: Regionalbahnen von und nach Itzehoe (Stumpfgleis)
- Gleis 4: Regionalzüge von Neumünster nach Büsum
- Gleis 5: Regionalzüge von Büsum nach Neumünster, sowie abends ein Regionalzug nach Husum

Bis 2011 wurden die Gleise folgendermaßen genutzt:
- Gleis 1: Fern- und Regionalzüge nach Westerland
- Gleis 2: Fern- und Regionalzüge Richtung Hamburg, Regionalzüge nach Itzehoe
- Gleis 101: zuletzt stillgelegtes Gleis, davor von und nach Itzehoe
- Gleis 102: Regionalzüge von und nach Büsum und Neumünster, Regionalzüge von und nach Itzehoe
- Gleis 103: Regionalzüge von und nach Büsum und Neumünster